# Konrad Bitschin
Konrad Bitschin (* um 1400 in Danzig; † nach 1464) war ein deutscher Theologe, Jurist und Chronist.
Bitschin wurde in Danzig als Kind einer aus Schlesien stammenden Familie geboren. Im Zeitraum 1431–1436 war er als Stadtschreiber in Kulm tätig. In dieser Funktion begleitete er 1434–1435 die Gesandtschaft an Kaiser Sigismund. Später bekleidete er kirchliche Ämter: Er war Pfarrer in Rosenberg und Schwetz und 1464 Vikar des Altars des hl. Michael zu Kulm.
Im Jahr 1431 stellte Bitschin das Kulmer Stadtbuch zusammen, das von anderer Hand bis 1450 fortgeführt wurde (heute im Besitz des Geheimen Staatsarchivs – Preußischer Kulturbesitz in Berlin). 1432 vollendete er das aus neun Bänden bestehende enzyklopädische Werk De vita coniugali. Er war Autor einer in Latein verfassten Fortsetzung von Peter von Dusburgs Chronica terrae Prussiae (Chronik des Preußenlandes) für den Zeitraum 1332–1433, die er 1435 vorlegte und die 1866 von Max Töppen mit Kommentaren versehen herausgegeben wurde. Auch fertigte er eine Abschrift der Kulmer Handfeste an, die sich im oben genannten Kulmer Stadtbuch findet.
Konrad Bitschin war der Vater von Ambrosius Bitschin, der Stadtschreiber in Liegnitz war.